# Lecanodiaspis elytropappi
Lecanodiaspis elytropappi är en insektsart som först beskrevs av Abraham Munting och Giliomee 1967.  Lecanodiaspis elytropappi ingår i släktet Lecanodiaspis och familjen Lecanodiaspididae. Inga underarter finns listade i Catalogue of Life.